# Nobuo Fujishima
Nobuo Fujishima (jap. 藤島 信雄 Fujishima Nobuo; ur. 8 kwietnia 1950) – japoński trener piłkarski, były piłkarz występujący na pozycji pomocnika, reprezentant kraju.

## Kariera klubowa
Od 1969 do 1986 roku występował w klubie Nippon Kokan.

## Kariera reprezentacyjna
W reprezentacji Japonii zadebiutował w 1971. W reprezentacji Japonii występował w latach 1971-1979. W sumie w reprezentacji wystąpił w 65 spotkaniach.

## Statystyki

### Klubowe
| Sezon   | Klub         | Liga       | Występy | Bramki |
| ------- | ------------ | ---------- | ------- | ------ |
| 1969    | Nippon Kokan | JSL Div. 1 | 10      | 1      |
| 1970    | Nippon Kokan | JSL Div. 1 | 12      | 1      |
| 1971    | Nippon Kokan | JSL Div. 1 | 14      | 0      |
| 1972    | Nippon Kokan | JSL Div. 1 | 14      | 1      |
| 1973    | Nippon Kokan | JSL Div. 1 | 18      | 5      |
| 1974    | Nippon Kokan | JSL Div. 1 | 18      | 2      |
| 1975    | Nippon Kokan | JSL Div. 1 | 16      | 3      |
| 1976    | Nippon Kokan | JSL Div. 1 | 18      | 6      |
| 1977    | Nippon Kokan | JSL Div. 1 | 17      | 5      |
| 1978    | Nippon Kokan | JSL Div. 1 | 18      | 2      |
| 1979    | Nippon Kokan | JSL Div. 1 | 10      | 1      |
| 1980    | Nippon Kokan | JSL Div. 2 |         |        |
| 1981    | Nippon Kokan | JSL Div. 2 |         | 6      |
| 1982    | Nippon Kokan | JSL Div. 1 | 17      | 2      |
| 1983    | Nippon Kokan | JSL Div. 2 | 17      | 3      |
| 1984    | Nippon Kokan | JSL Div. 1 | 18      | 1      |
| 1985    | Nippon Kokan | JSL Div. 1 | 0       | 0      |
| Łącznie | Łącznie      | Łącznie    | 217     | 39     |

### Reprezentacyjne
| Reprezentacja Japonii | Reprezentacja Japonii | Reprezentacja Japonii |
| Rok                   | Mecze                 | Gole                  |
| --------------------- | --------------------- | --------------------- |
| 1971                  | 1                     | 0                     |
| 1972                  | 6                     | 0                     |
| 1973                  | 4                     | 0                     |
| 1974                  | 6                     | 0                     |
| 1975                  | 12                    | 3                     |
| 1976                  | 16                    | 3                     |
| 1977                  | 5                     | 0                     |
| 1978                  | 12                    | 1                     |
| 1979                  | 3                     | 0                     |
| Razem                 | 65                    | 7                     |